# Anthracothorax dominicus
Anthracothorax dominicus е вид птица от семейство Колиброви (Trochilidae).

## Разпространение
Видът е разпространен в Доминиканската република и Хаити.